# Arqueohiràcids
Els arqueohiràcids (Archaeohyracidae) són una família extinta del subordre dels hegetoteris, dins de l'ordre també extint d'ungulats sud-americans dels notoungulats. Visqueren a Sud-amèrica durant el Paleogen. Eren ungulats d'aparença primitiva, tot i que l'evolució divergent feu que presentessin multitud d'aspectes físics diferents. Eren bastant similars als damans d'avui en dia.